# Albert Lebourg
Albert-Charles Lebourg, conocido simplemente como Albert Lebourg (Montfort-sur-Risle, 1 de febrero de 1849 - Ruan, 6 de enero de 1928) fue un pintor francés, vinculado a los movimientos impresionista y posimpresionista. Se le suele encuadrar dentro de la denominada Escuela de Ruan.

## Biografía
Fue alumno del artista ruanés Victor Delamarre y estudió en la escuela municipal de dibujo y pintura de Ruan. En 1867 visita París, donde conoce la obra de los pintores Gustave Courbet y Édouard Manet, que influirán en su propio estilo. Entre 1872 y 1876 fue profesor de dibujo en la Sociedad de Bellas Artes de Argel. En 1877 se traslada a París, donde se prepara, recibiendo lecciones de Jean-Paul Laurens, para los exámenes de profesor de dibujo en la capital francesa.
Participó en dos de las exposiciones impresionistas, en 1879 y 1880. En 1883 fue admitido por primera vez en el Salón de París, la exposición oficial organizada por la Academia de Bellas Artes francesa. En 1884 viajó a Auvernia, donde realizó una larga estancia. Posteriormente, entre 1886 y 1895 vivió entre París y Normandía. Hizo una serie de viajes al extranjero: a Holanda en 1895 y 1896; a Inglaterra en 1900; a Suiza en 1902. 
En 1918 se hizo una gran exposición retrospectiva de su obra en la galería de Georges Petit, en París.

## Obras
- Remorqueurs à Rouen (Museo de Orsay)
- L'Île Lacroix sous la neige (Museo de Bellas Artes de Ruan)
- Navire norvégien dans le port de Rouen (Museo de Bellas Artes de Ruan)
- La Seine à Croisset (Museo de la Cartuja de Douai)
- Vue de la Seine au bas Meudon  (Museo de Île-de-France, Sceaux)
- Le pont de Neuilly du côté de Courbevoie (Museo de Île-de-France, Sceaux)
- La Seine à Rouen (Museo de Bellas Artes de Lyon)

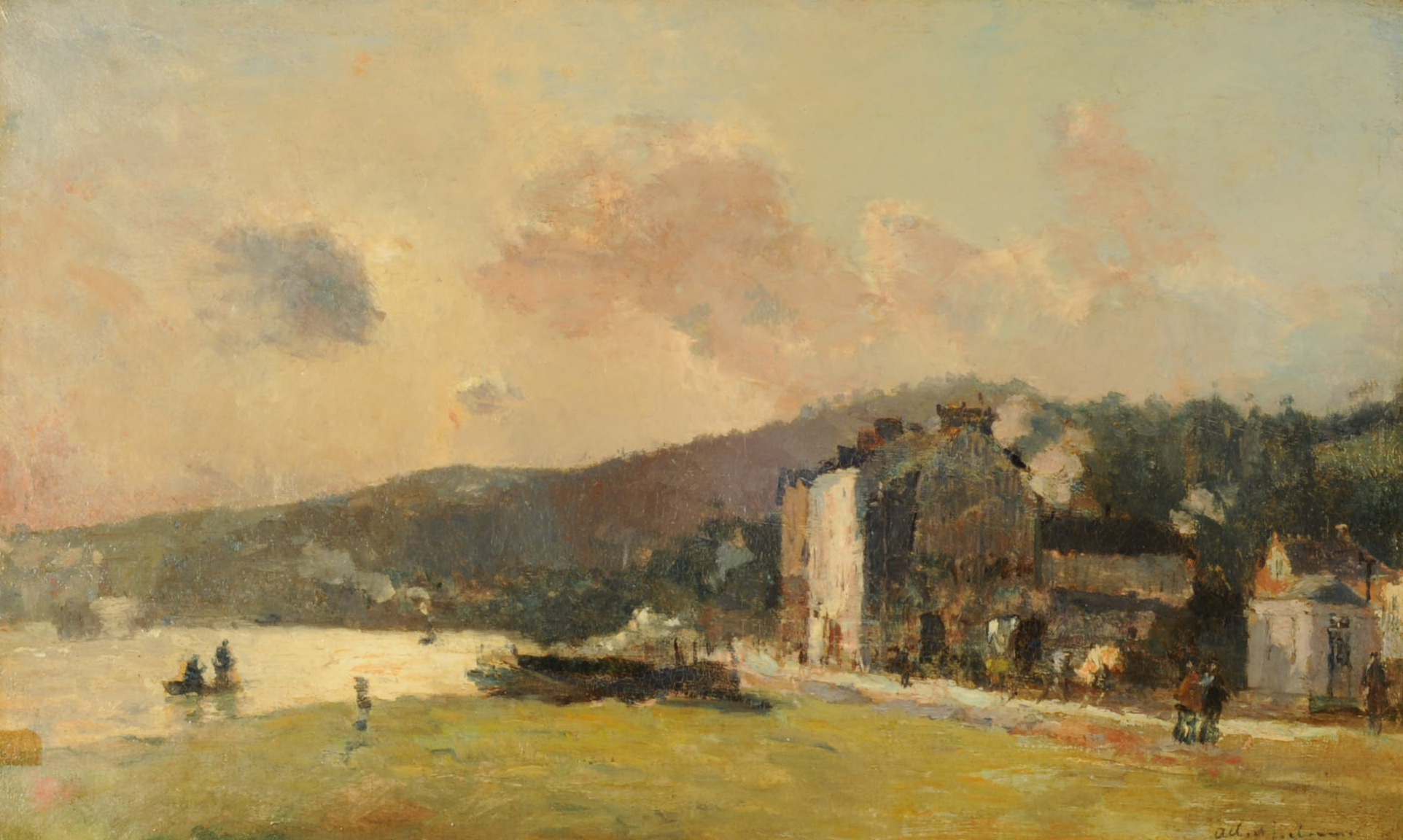
Le Seine à Croisset, près de Rouen - Albert Lebourg

## Fuente
- Walther, Ingo F. (2006). «Glosario del impresionismo». El impresionismo. Colonia: Taschen. p. 702. ISBN 9783822850527.

- Datos: Q630973
- Multimedia: Albert Lebourg / Q630973